# Phlomis
Phlomis is een geslacht van meer dan honderd soorten kruidachtige planten, struiken en dwergstruiken uit de lipbloemenfamilie (Lamiaceae), die van nature voorkomen van het Middellandse Zeegebied over Midden-Azië tot in China.

## Kenmerken
Het zijn overblijvende, kruidachtige planten, struiken en dwergstruiken, die tussen 30 cm en 2 m hoog worden. Het wortelgestel kan zeer uitgebreid zijn. Ze bezitten een behaarde, afgerond vierhoekige stengel met eveneens behaarde, kruisgewijs tegenoverstaand geplaatste, ongedeelde en duidelijk netnervige stengelbladeren.

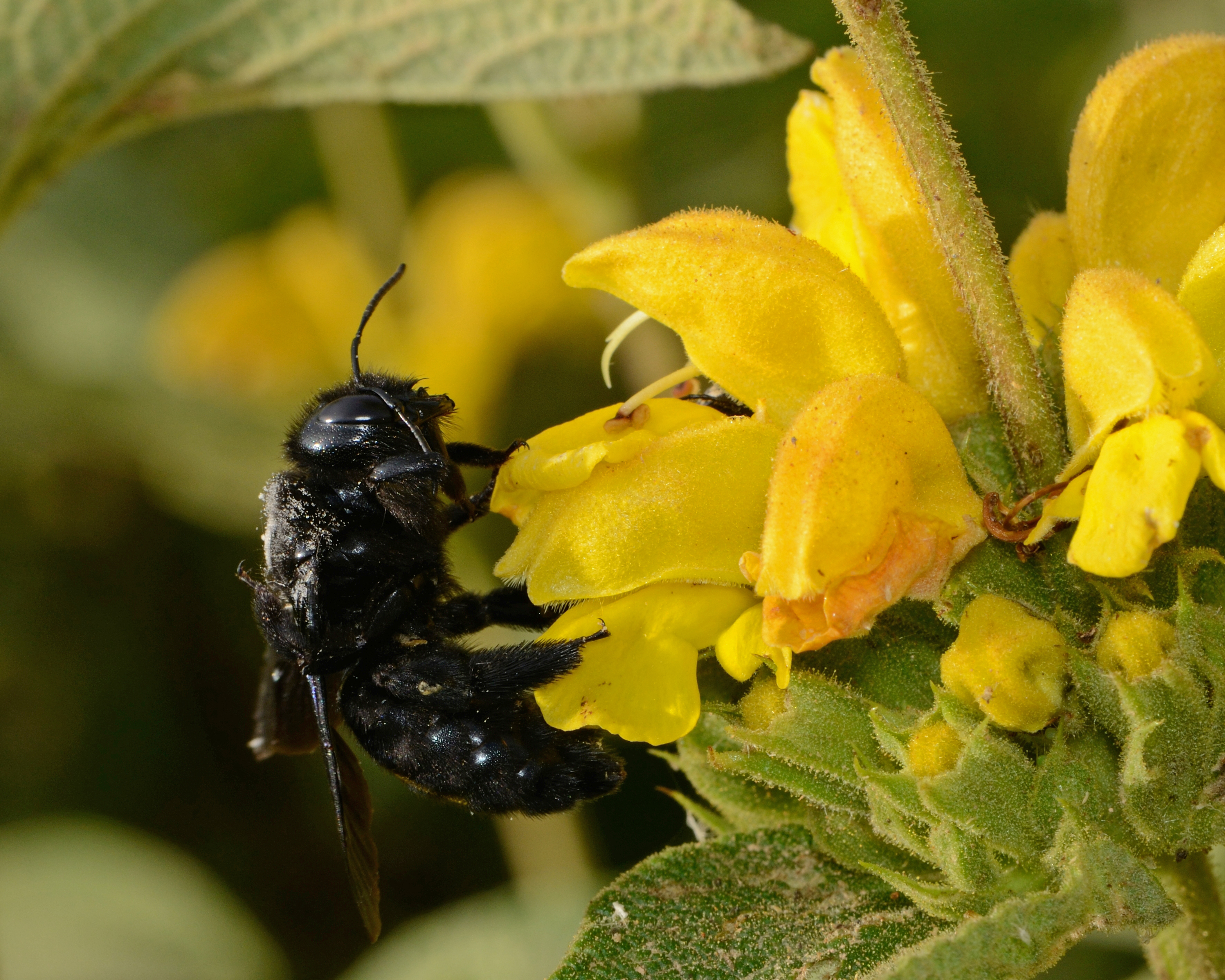
Phlomis viscosa met bestuiver, bemerk de vier meeldraden

De bloemen staan in kransen op de tussen- en eindknopen van de stengel, ondersteund door kruisgewijs geplaatste, ovale, lancet- of lijnvormige schutbladen. Ze zijn meestal wit, geel, roze of paars gekleurd en lipbloemig. De kelk is buis- of klokvormig, met vijf gelijkvormige of twee lange en drie korte tandjes. De kroon heeft een zijdelings samengedrukte, kapvormige bovenlip en een drielobbige onderlip met een duidelijk grotere middelste lob. De bloem draagt vier meeldraden die buiten de bovenste lip uitsteken en voorzien zijn van een gevorkte helmknop met twee ongelijke delen.
Na de bloei worden vier driekantige, behaarde of kale nootjes gevormd.

## Soorten
Het geslacht telt meer dan honderd soorten, waaronder:
- Phlomis alpina
- Phlomis armeniaca
- Phlomis bovei
- Phlomis bracteosa
- Phlomis cashmeriana
- Phlomis chrysophylla
- Phlomis ferruginea
- Phlomis fruticosa
- Phlomis grandiflora
- Phlomis herba-venti
- Phlomis italica
- Phlomis lanata
- Phlomis longifolia
- Phlomis lychnitis
- Phlomis lycia
- Phlomis milingensis
- Phlomis pratensis
- Phlomis pungens
- Phlomis purpurea
- Phlomis rotata
- Phlomis russeliana
- Phlomis samia
- Phlomis setigera
- Phlomis tuberosa
- Phlomis umbrosa
- Phlomis viscosa

... · 
Ajuga (Zenegroen) · 
Anisomeles · 
Ballota (Ballote) · 
Basilicum · 
Cleonia · 
Clinopodium (Steentijm) · 
Dasymalla · 
Galeopsis (Hennepnetel) · 
Glechoma · 
Haplostachys · 
Hemiandra · 
Hyssopus · 
Lagochilus · 
Lamiastrum · 
Lamium (Dovenetel) · 
Lavandula (Lavendel) · 
Leonurus · 
Lycopus · 
Marrubium · 
Melissa (Melisse) · 
Mentha (Munt) · 
Nepeta (Kattenkruid) · 
Ocimum (Basilicum) · 
Origanum (Marjolein) · 
Perovskia · 
Phlomis · 
Prunella (Brunel) · 
Renschia · 
Rosmarinus · 
Salvia (Salie) · 
Satureja (Bonenkruid) · 
Scutellaria (Glidkruid) · 
Stachys (Andoorn) · 
Teucrium (Gamander) · 
Thymus (Tijm) · 
Vitex · 
Westringia · 
...